# Austrolimnophila fulvipennis
Austrolimnophila fulvipennis är en tvåvingeart som först beskrevs av Alexander 1921.  Austrolimnophila fulvipennis ingår i släktet Austrolimnophila och familjen småharkrankar.
Artens utbredningsområde är Madagaskar. Inga underarter finns listade i Catalogue of Life.